# توربالی
توربالی (به ترکی استانبولی: Torbalı) یک منطقهٔ مسکونی در ترکیه است که در استان ازمیر واقع شده‌است.